# Болингдејл (Охајо)
Болингдејл (енгл. Bolindale) насељено је место без административног статуса у америчкој савезној држави Охајо.

## Демографија
По попису из 2010. године број становника је 2.089, што је 400 (-16,1%) становника мање него 2000. године.
| Група             | 2000.         | 2010.         |
| Белци             | 2.309 (92,8%) | 1.904 (91,1%) |
| Афроамериканци    | 123 (4,9%)    | 110 (5,3%)    |
| Азијати           | 8 (0,3%)      | 9 (0,4%)      |
| Хиспаноамериканци | 32 (1,3%)     | 45 (2,2%)     |
| Укупно            | 2.489         | 2.089         |